# 北加平町
北加平町（きたかへいちょう）は、東京都足立区の町名。丁目の設定のない単独町名である。住居表示実施済区域。

## 地理
足立区の東部に位置する。西側の境界を首都高速三郷線と綾瀬川が走る。南に加平、北に神明南、東に谷中、西に六町が隣接する。中低層住宅街の中に倉庫が点在する。

### 地価
住宅地の地価は、2025年（令和7年）1月1日の公示地価によれば、北加平町18-14の地点で27万8000円/m2となっている。

## 歴史
かつては嘉兵衛新田の一部であった。旧町名は内匠町、東加平町、神明町、花畑町。

### 沿革
- 1889年（明治22年）5月1日 - 市制町村制の施行により花又村、久左衛門新田、長左衛門新田、六ツ木村、嘉兵衛新田、久右衛門新田、辰沼新田、内匠新田の8か村を合併統合し花畑村が発足。
- 1932年（昭和7年）10月1日 - 千住町、西新井町、梅島町、舎人村、渕江村、伊興村、江北村、綾瀬村、東渕江村とともに東京市へ編入され足立区となる。嘉兵衛新田の東側から東加平町が成立。西側からは同時に西加平町が成立した。後に東加平町は加平と北加平町に分かれた。

## 世帯数と人口
2025年（令和7年）1月1日現在（足立区発表）の世帯数と人口は以下の通りである。
- 世帯数 : 1,299世帯
- 人口 : 2,324人

### 人口の変遷
国勢調査による人口の推移。
| 年                 | 人口  |
| ------------------ | ----- |
| 1995年（平成7年）  | 1,634 |
| 2000年（平成12年） | 1,717 |
| 2005年（平成17年） | 1,857 |
| 2010年（平成22年） | 2,102 |
| 2015年（平成27年） | 2,193 |
| 2020年（令和2年）  | 2,317 |

### 世帯数の変遷
国勢調査による世帯数の推移。
| 年                 | 世帯数 |
| ------------------ | ------ |
| 1995年（平成7年）  | 641    |
| 2000年（平成12年） | 732    |
| 2005年（平成17年） | 823    |
| 2010年（平成22年） | 989    |
| 2015年（平成27年） | 1,031  |
| 2020年（令和2年）  | 1,183  |

## 学区
区立小・中学校に通う場合、学区は以下の通りとなる（2023年4月時点）。なお、足立区では学校選択制度を導入しており、区内全域から選択することが可能。ただし、小学校に関しては、2018年（平成30年）度から学区域または学区域に隣接する学校のみの選択になる。
- 区域 : 全域
  - 小学校 : 足立区立東加平小学校
  - 中学校 : 足立区立第十三中学校

## 事業所
2021年（令和3年）現在の経済センサス調査による事業所数と従業員数は以下の通りである。
- 事業所数 : 46事業所
- 従業員数 : 436人

### 事業者数の変遷
経済センサスによる事業所数の推移。
| 年                 | 事業者数 |
| ------------------ | -------- |
| 2016年（平成28年） | 50       |
| 2021年（令和3年）  | 46       |

### 従業員数の変遷
経済センサスによる従業員数の推移。
| 年                 | 従業員数 |
| ------------------ | -------- |
| 2016年（平成28年） | 478      |
| 2021年（令和3年）  | 436      |

## 交通

### 鉄道
地区内に鉄道駅は無い。隣接する谷中にある千代田線北綾瀬駅が最寄り駅となっている。

### 道路
- 首都高速6号三郷線
- 花畑街道
- 東京都道318号環状七号線

## 施設
- 北加平公園

## その他

### 日本郵便
- 郵便番号 : 121-0056[3]（集配局 : 足立北郵便局[16]）。